# Милош Јоксић
Милош Јоксић (Вранић, 18. новембар 1850 — Вранић, 19. август 1910) био је последњи свештеник цркве брвнаре Светих четрдесет мученика севастијских у Вранићу.

## Биографија
Рођен је 18. новембра 1850. године у Вранићу од оца Ивана Јоксића (среског капетана) и мајке Иване. Јоксићи су се доселили из Груже пред Кочину крајину и учествовали у устанцима против Турака. Завршио је богословију у Београду. По завршетку школовања, кратко време ради као учитељ у Вранићу. Крајем 1871. године је рукоположен и наредних пет година је капелан свештенику Панти Михаиловићу Белом. Након његове смрти постаје парох села Вранића и Мељака. До 1888. године богослужио је у цркви брвнари у Вранићу, а након завршетка и освећења цркве Светог Илије, служи у новом храму који је саграђен захваљујући његовом труду и залагању.
Умро је 19. августа 1910. године и сахрањен у црквеној порти, у гробници изнад које се налази скроман надгробни споменик.